# Marginohealdia
Marginohealdia is een geslacht van uitgestorven kreeftachtigen uit de klasse van de Ostracoda (mosselkreeftjes).

## Soorten
- Marginohealdia africana Bless & Massa, 1982 †
- Marginohealdia blessi Crasquin-Soleau, Lang & Yahaya, 1988 †
- Marginohealdia blumenstengeli Becker, 1977 †
- Marginohealdia bulgarica Pribyl, 1970 †
- Marginohealdia cornuta Blumenstengel, 1965 †
- Marginohealdia costata (Zagora, 1968) Blumenstengel, 1977 †
- Marginohealdia izagorae Blumenstengel, 1977 †
- Marginohealdia marginata Blumenstengel, 1965 †
- Marginohealdia muelleri Blumenstengel, 1977 †
- Marginohealdia paprothae Bless & Massa, 1982 †
- Marginohealdia pusilla Becker, 1981 †
- Marginohealdia sobolevi Olempska, 1979 †
- Marginohealdia ventrocostata Blumenstengel, 1965 †
- Marginohealdia vetusta (Zagora, 1967) Blumenstengel, 1977 †